# Fryderyk Myssnar
Fryderyk Myssnar Meisnansis, Fryderyk z Miśni, Fryderyk Jaćmierski, Fryderyk z Jaćmierza - zasadźca, miecznik sanocki. 
6 listopada 1390 otrzymał wieś Jaćmierz jako dar za zasługi wojenne od Władysława Jagiełły. Następnie uzyskał prawa miejskie dla Jaćmierza w 1437. Miasto stanowiło własność rodu Jacimierskich i Niebieszczańskich, którzy wywodzili się od wspomnianego Fryderyka Myssnara. 
W roku 1390, 16 grudnia Fryderyk i Pakosz z Pakoszówki uposażyli kościół pw. św. Katarzyny we wsi Strachocina. 
W roku 1430 dzięki przywilejowi królewskiemu lokował na prawie niemieckim wieś Niebieszczany. Był również właścicielem wsi; Wielopole (ob. cz. Zagórza), Bażanówka i Długie. W roku 1436 kupił od Mikołaja Miklasza Herburta Pawcze wieś Chliple, którą w roku 1437 musiał zwrócić Fryderykowi Herburtowi. Ożeniony z Anną, następnie Jadwigą. Potomstwo Fryderyka; córka Jadwiga, synowie Mikołaj, Fryderyk, Jan (stolnik lwowski) i Leonard (z Pobiedna Pobiedziński, wojski sanocki), którzy używali nazwiska Niebieszczańscy. Rodzeństwo; brat Jan, siostra Katarzyna.